# Yashwant Rao Holkar II
Yashwant Rao Holkar II (Indore, 6 settembre 1908 – Bombay, 5 dicembre 1961) fu maharaja di Indore dal 1926 al 1948.

## Biografia
Educato alla Cheam School, passò poi alla Charterhouse ed infine al Christ Church, Oxford.
Succedette a suo padre Tukojirao Holkar III, che abdicò in suo favore il 26 febbraio 1926, venendo intronizzato l'11 marzo di quello stesso anno sotto la tutela di un consiglio di reggenza, ottenendo i pieni poteri solo il 9 maggio del 1930 all'età di 20 anni. Il 1º gennaio 1935 divenne cavaliere dell'Ordine dell'Impero indiano. Durante il suo regno egli si occupò di fondare un consiglio legislativo per lo Stato di Indore e di creare un gabinetto di governo con un primo ministro e tre ministri. Come sottolineò il residente britannico ad Indore, K.S. Fitze, il maharaja Yeshwant trascorreva gran parte del suo tempo all'estero viaggiando e questo lo rese sempre poco attento alle questioni del paese, ma come ebbe modo di sottolineare il direttore artistico di Christie's, Amin Jaffer, la sua era una continua ricerca di occidentalizzare il suo Stato.
L'11 agosto 1947 siglò il documento di ingresso nello Stato indiano. Lo Stato di Indore venne incluso nell'unione di Madhya Bharat il 28 maggio 1948. Continuò a prestare servizio al suo Stato come Rajpramukh sino al 31 ottobre 1956. Lavorò quindi per le Nazioni Unite.
Morì al Mumbai Hospital il 5 dicembre 1961 lasciando un figlio maschio, Richard Shivaji Rao Holkar Maharajkumar Shrimant Bahadur (escluso dalla successione per un matrimonio irregolare tra suo padre e sua madre) e una figlia, Rani Maharanidhiraja Rajeshwar Sawai Shrimant Usha Devi Maharaj Sahib Akhand Soubhagyavati Holkar che ha ereditato titoli e diritti del padre.